# جيك كوفمان
جيك كوفمان (بالإنجليزية: Jake Kaufman)‏ هو ملحن أمريكي، ولد في 3 أبريل 1981 في الولايات المتحدة.

## وصلات خارجية
- جيك كوفمان على موقع IMDb (الإنجليزية)
- جيك كوفمان على موقع ميوزك برينز (الإنجليزية)
- جيك كوفمان على موقع أول ميوزيك (الإنجليزية)
- جيك كوفمان على موقع ديسكوغز (الإنجليزية)
- جيك كوفمان على موقع ديسكوغز (الإنجليزية)
- جيك كوفمان على موقع قاعدة بيانات الفيلم (الإنجليزية)